# JWH-018
 JWH-018 — анальгетик, принадлежащий к семейству 3-замещённых N-алкилиндолов. Является полным агонистом как CB1, так и CB2 каннабиноидных рецепторов. В исследованиях с животными вызывает эффекты, напоминающие эффекты ТГК, каннабиноида, содержащегося в марихуане, что привело к его использованию в качестве синтетического каннабиноида в курительных смесях. Запрещён к обороту во многих странах.

## История
Впервые синтезировано в начале — середине 1990-х американским химиком Джоном Хаффманом (англ. John William Huffman). Хотя химическая структура JWH-018 существенно отличается от Δ9-тетрагидроканнабинола (ТГК), вещество производит подобные эффекты. В результате экспериментов над животными выяснилось, что по силе воздействия на каннабиноидные рецепторы мозга (CB1 и CB2) JWH-018 превосходит ТГК примерно в пять раз.
15 декабря 2008 года немецкая фармацевтическая компания THC Pharm сообщила, что JWH-018 являлся одним из активных компонентов травяных (курительных) смесей Spice, которые широко продавалась под видом благовоний в ряде европейских стран с 2004 года.

## Фармакология
JWH-018 является полным агонистом как CB1, так и CB2 каннабиноидных рецепторов, родство составляет 9.00 ± 5.00 нМ для CB1 и 2.94 ± 2.65 нМ для CB2. EC50 JWH-018 составляет 102 нМ для человеческих CB1 рецепторов и 133 нМ для человеческих CB2 рецепторов. JWH-018 вызывает брадикардию и гипотермию в экспериментах с крысами при дозах 0.3-3 мг/кг, предполагая потентную каннабиноид-подобную активность.

## Влияние на здоровье
Доктор Сюзанна Эвери-Палмер предполагает, что JWH-018, вероятно, может спровоцировать психоз у чувствительных людей (имеющих факторы риска психоза).

## Выявление
Метаболиты JWH-018 можно обнаружить в моче употребившего, с помощью газовой или жидкостной хроматографии в сочетании с тандемной масс-спектрометрией.

## Распространённость
Наряду с JWH-073, JWH-018, по состоянию на 2012 год, является одним из самых распространённых синтетических каннабиноидов среди новых психоактивных веществ (психоактивные вещества, которые ещё не контролируются системой международного права, но могут представлять угрозу населению).

## Использование в рекреационных целях
JWH-018 изменяет концентрацию CB1-рецепторов, при постоянном приёме чувствительность к психоактивному эффекту препарата снижается быстрее, чем у других каннабиноидов. Задокументирован как минимум один случай возникновения зависимости от JWH-018. После ежедневного потребления вещества в течение 8 месяцев, при прекращении употребления симптомы были сходны с теми, которые возникают при отказе от каннабиса.
15 октября 2011 года коронер округа Андерсон Грег Шор назвал JWH-018 в качестве непосредственной причины отравления и отказа органов, приведших к смерти студента университета.

## Правовой статус
Многие страны ввели юридический запрет на вещество
| Страна         | Дата запрета    | Комментарий |
| -------------- | --------------- | --- |
| Австралия      | 9 сентября 2011 | Запрет по списку 2 закона Drugs Misuse Regulation 1987, так же как и марихуана. |
| Австрия        | 18 декабря 2008 | Контроль в соответствии с параграфом 78 |
| Белоруссия     | 1 января 2010   | [ 19 ] [ 20 ] |
| Великобритания | 23 декабря 2009 | [ 21 ] |
| Германия       | 22 января 2009  | [ 22 ] |
| Ирландия       | 11 мая 2010     | [ 23 ] |
| Италия         | 2 июля 2010     | [ 24 ] |
| Канада         | 21 февраля 2012 | [ 25 ] |
| Китай          | 1 января 2012   | Запрет на продажу, экспорт и импорт |
| Латвия         | 28 ноября 2009  | |
| Литва          | 5 июня 2009     | |
| Новая Зеландия | 8 мая 2014      | [ 26 ] |
| Норвегия       | 21 декабря 2011 | [ 27 ] |
| Польша         |                 | [ 28 ] |
| Россия         | 22 января 2010  | JWH-018 внесён в Список I наркотических средств, оборот которых в Российской Федерации запрещён в соответствии с законодательством Российской Федерации и международными договорами Российской Федерации |
| Румыния        | 15 февраля 2010 | |
| США            | 1 марта 2011    | Временный запрет 76 FR 11075, с июля 2012 — постоянный запрет по Section 1152 FDASIA |
| Турция         | 13 февраля 2011 | (EMCDDA) |
| Украина        | 31 мая 2010     | [ 34 ] |
| Финляндия      | 12 марта 2012   | [ 35 ] |
| Франция        | 24 февраля 2009 | [ 28 ] [ 36 ] |
| Швеция         | 30 июля 2009    | [ 37 ] |
| Эстония        | 24 июля 2009    | |
| Южная Корея    | 1 июля 2009     | [ 38 ] |

## Синтез

Синтез JWH-018.